# Nancy de Grummond

Nancy Thomson de Grummond: An Encyclopedia of the History of Classical Archaeology. 2 Bände (1996)

Nancy Thomson de Grummond (* 1940) ist eine US-amerikanische klassische Philologin und Archäologin mit dem Spezialgebiet Etruskologie. Nancy de Grummond ist eine führende Autorität in Fragen der etruskischen Religion.

## Leben und Werk
Nancy de Grummond interessierte sich bereits früh für etruskische Bronzespiegel, so dass sich ihre erste Veröffentlichung A Guide to Etruscan Mirrors mit diesem Spezialgebiet befasste. Es folgten ein Handbuch zur Kultur der Etrusker und eine Enzyklopädie zur Geschichte der klassischen Archäologie. Weitere Spezialgebiete ihrer Forschungstätigkeit wurden etruskische Religion und Mythologie mit entsprechenden Veröffentlichungen. Sie leistete 2007 für Großbritannien einen Beitrag zum Corpus Speculorum Etruscorum, einem internationalen Forschungsprojekt zur Publikation aller erhaltenen etruskischen Bronzespiegel.
Ihre wissenschaftliche Tätigkeit wird ergänzt durch ihre besondere Lehrtätigkeit. Sie nimmt seit 1983 an Ausgrabungen in Cetamura in der Toskana teil und unterrichtet mit Erlaubnis und Unterstützung der italienischen Regierung regelmäßig vor Ort in einem sechswöchigen Sommerlehrgang. Die Studierenden können so anhand von Lehrgrabungen und Vorträgen Erfahrungen und Kenntnisse in der Archäologie sammeln.
Sie ist heute Professorin für Klassische Altertumswissenschaften an der Florida State University in Tallahassee.
De Grummond wurde die Goldmedaille des Archäologischen Instituts von Amerika für 2026 zugesprochen.

## Veröffentlichungen (Auswahl)
- A Guide to Etruscan Mirrors. Archaeological News, Tallahassee 1982, ISBN 978-0-943254-00-5.
- Etruscan Life and Afterlife: A Handbook of Etruscan Studies. Wayne State University Press 1986, ISBN 978-0-8143-1813-3.
- An Encyclopedia of the History of Classical Archaeology. (Hrsg.) 2 Bände, Greenwood 1996, ISBN 978-0-313-30204-6, ISBN 978-0-313-30205-3.
- Cetamura Antica: Traditions of Chianti. Florida State University 2000, ISBN 978-1-889282-08-4.
- mit Erika Simon: The Religion of the Etruscans. University of Texas Press, Austin 2006, ISBN 978-0-292-72146-3.
- Etruscan Myth, Sacred History and Legend. University of Pennsylvania, Philadelphia 2006, ISBN 978-1-931707-86-2.
- Corpus Speculorum Etruscorum (Großbritannien Band 3): Oxford: Ashmolean Museum, Claydon House, Pitt Rivers Museum. L’Erma di Bretschneider, Rom 2007, ISBN 978-88-8265-443-6.
- The Sanctuary of the Etruscan Artisans at Cetamura del Chianti: The Legacy of Alvaro Tracchi. Edifir, Florenz 2009, ISBN 978-88-7970-438-0.
- mit Lisa Pieraccini als Herausgeberin: Caere. University of Texas Press, Austin 2016, ISBN 978-1-4773-0843-1.